# Nasiernica mydłokrywka
Nasiernica mydłokrywka (Lathrobium brunnipes) – gatunek chrząszcza z rodziny kusakowatych i podrodziny żarlinków.
Gatunek ten został opisany w 1793 roku przez Johana Christiana Fabriciusa jako Paederus brunnipes.
Chrząszcz o wydłużonym ciele długości od 8 do 9,5 mm, ubarwionym czarno lub czarnobrunatno z brunatnymi czułkami i aparatem gębowym oraz jasnobrunatnymi odnóżami. Punkty na środku głowy i przedpleczu są luźno rozmieszczone. Głowa jest duża, trochę węższa od przedplecza, za oczami nierozszerzona, o skroniach znacznie dłuższych od średnicy oka. Środkowe człony czułków są co najwyżej półtora raza dłuższe niż szerokie. Szyja ma szerokość co najmniej 2/5 największej szerokości głowy. Pokrywy cechuje mydlany połysk i delikatne punktowanie; u form latających są silniej punktowane i znacznie dłuższe od przedplecza. Punktowanie połyskującego odwłoka jest niezbyt gęste. Odwłok samca ma szósty sternit pozbawiony czarnych szczecinek, a samicy ósmy tergit zaopatrzony w dachówkowatą listewkę.
Owad znany z Hiszpanii, Irlandii, Wielkiej Brytanii, Francji, Belgii, Holandii, Niemiec, Danii, Szwecji, Norwegii, Finlandii, Szwajcarii, Austrii, Włoch, Estonii, Łotwy, Litwy, Polski, Czech, Słowacji, Węgier, Białorusi, Ukrainy, Słowenii, Chorwacji, Rumunii, Bułgarii, Rosji, Bliskiego Wschodu i wschodniej Palearktyki. Zasiedla lasy, ogrody, łąki, pola i pobrzeża rzek. Bytuje w ściółce, wśród mchów, w kompoście, pod napływkami, gnijącą słomą i sianem, w tym także w stajniach.